# 大木仓胡同
39°54′42″N 116°22′13″E / 39.9116551°N 116.3701869°E
大木仓胡同，是位于中國北京市西城区中部的一条胡同，现已拓宽改造为城市干道。

## 简介
大木仓胡同为东西走向，东到西单北大街，西到二龙路。全长663米，平均宽度为8米。明朝已经成巷。清朝乾隆十五年（1750年）绘制的《京城全图》中称为打磨厂胡同。又称大木厂，后来讹为大木仓。原来该胡同西到新皮库胡同北口，1965年北京市整顿地名，将新皮库胡同东西段并入，定名为大木仓胡同。21世纪初，大木仓胡同进行了拓宽改造，过去该胡同东部向南拐之后再向东通到西单北大街，这次改造中拆除了向南拐的部分，胡同直接向东打通到西单北大街。
大木仓胡同35号是清朝郑亲王府的王府部分，其西原为该王府的花园。中华民国时期，该府及花园为中国大学的所在地。中华人民共和国成立后，该府及花园旧址改为中华人民共和国教育部及二龙路中学等单位的所在地。
大木仓胡同41号原为邮电总医院，始建于1949年，隶属中华人民共和国邮电部。2002年，邮电总医院改为北京协和医院西院。